# Perotrochus amabilis
Perotrochus amabilis is een slakkensoort uit de familie van de Pleurotomariidae. De wetenschappelijke naam van de soort is voor het eerst geldig gepubliceerd in 1963 door Bayer.